# Verduc
Verduc je vinska trta in sorta belega vina. Na Slovenskem velja za avtohtono vinsko trto vinorodnega okoliša Goriška brda.
Trta je občutljiva na pomanjkanje vode in peronosporo.
Vino te sorte je dokaj sladko, slamnato rumene barve z rahlim zelenim odtenkom in vonjem, ki spominja na vonj listja gozdne jagode zaokrožen s prijetno aromo akacijevega cveta.